# Fritz Westendorp

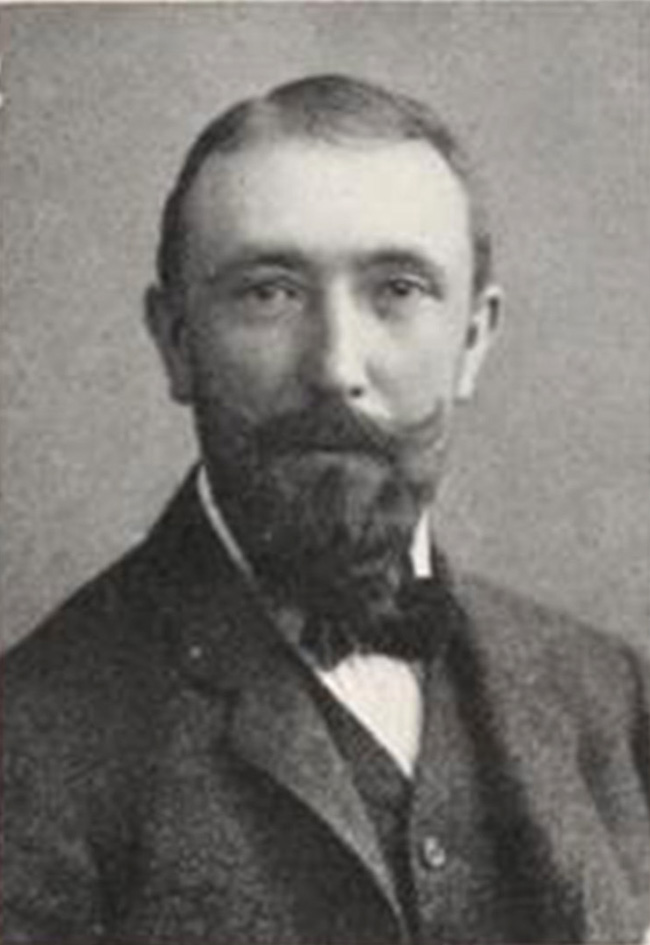
Fritz Westendorp

Fritz Westendorp (* 15. Januar 1867 in Köln; † 23. Oktober 1926 in München) war ein deutscher Maler der Düsseldorfer Schule und der Künstlervereinigung Das Junge Rheinland.

## Leben
Westendorp, ein Cousin der Maler Arthur und Eugen Kampf, studierte von 1885/86 bis 1894 an der Kunstakademie Düsseldorf. Dort war er Schüler von Hugo Crola, Heinrich Lauenstein und vor allem von Eugen Dücker, zu dessen besten Schülern er gezählt wird. Westendorp war in Düsseldorf als freischaffender Maler tätig. Er bereiste Belgien, Holland, Frankreich und Ägypten. Unter dem Einfluss von Camille Pissarro und der belgischen Malerei seiner Zeit wandte er sich der impressionistischen Malerei zu.
Zusammen mit Max Clarenbach, welcher sich im Ausstellungsverband Düsseldorf engagierte, leitete er Anfang des 20. Jahrhunderts einen Kunstsalon im Warenhaus Tiez, wo sie Expressionisten und Impressionisten verkauften. 1904 war er Delegierter der Internationalen Kunstausstellung im Kunstpalast Düsseldorf. Befreundet war er unter anderen mit dem Maler August Neven Du Mont, für welchen er in dessen Londoner Atelier eine Nachlassausstellung organisierte. 1919 zählte Westendorp zu den Gründern der sezessionistischen Künstlervereinigung Das Junge Rheinland, deren Vorstand er angehörte. Mit Frau und Tochter Mariele (1899–1960) bewohnte Westendorp zeitweise das Haus Herresberg in Remagen. Der Remagener Apotheker und Beigeordnete Eugen Funck wurde sein Schwager. Dessen Sohn Karl Maria Funck wurde ebenfalls Maler.
Der Bildhauer Hermann Haller fertigte 1917 eine Büste in Terrakotta und Holz von ihm. Auch eine Bronzebüste fertigte er von ihm. Ende 1926 veranstaltete die Galerie Alfred Flechtheim eine Ausstellung des Nachlasses von Westendorp.

## Werke (Auswahl)
- Pariser Büchermarkt, 1911

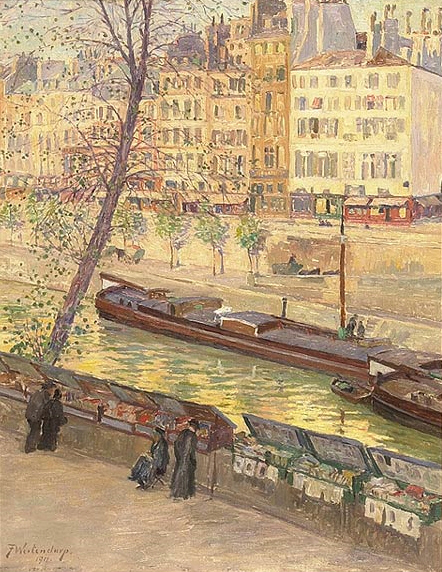
Pariser Büchermarkt, 1911

- Blick auf das Pantheon, Paris, 1912, Museum Kunstpalast[7]
- Im Boudoir, 1913
- Stillleben mit Lauch, Äpfeln und eingelegten Tomaten, 1916
- An der Brückenrampe (Blick von der Hohenzollernbrücke auf den Kölner Dom), um 1920, Kölnisches Stadtmuseum[8]
- Der Rhein bei Remagen[9]